# Freilichtmuseum Molfsee – Landesmuseum für Volkskunde
Das Freilichtmuseum Molfsee (bis 2013: Schleswig-Holsteinisches Freilichtmuseum) vor den Toren der Landeshauptstadt Kiel ist das größte Freilichtmuseum Norddeutschlands und zugleich das zentrale Museum für Alltagskulturgeschichte in Schleswig-Holstein. Seine Sammlung umfasst auf 40 ha Freifläche über 70 historische Gebäude, eine umfangreiche Sammlung zur Alltagskultur in Schleswig-Holstein sowie mit dem Jahr100Haus ein modernes Ausstellungsgebäude mit Dauer- und Sonderausstellungen.

## Geschichte
Als in den 1950er Jahren ein zuvor dem Land Schleswig-Holstein als Geschenk angebotenes altes Bauernhaus an das Freilichtmuseum nach Kopenhagen verkauft wurde, entstand die Idee, zur Rettung und Bewahrung kulturhistorisch bedeutsamer Denkmäler ein zentrales Freilichtmuseum für das Land zu schaffen. Der 1958 gegründete Förderverein einigte sich 1961 mit der schleswig-holsteinischen Landesregierung auf den Standort Molfsee.
Das Museum wurde 1965 in Molfsee eröffnet. Ab 1961 leitete der Kunsthistoriker Alfred Kamphausen den Aufbau des Museums. Er blieb bis 1978 dessen Direktor. Sein Nachfolger wurde Carl Ingwer Johannsen, der das Museum bis 2000 und von 2009 bis 2012 leitete.
Seit dem 1. Januar 2013 gehört das Museum zur Stiftung Schleswig-Holsteinische Landesmuseen Schloss Gottorf, bleibt aber weiterhin eigenständig bestehen. Dabei wurde es um die Sammlung des Volkskunde Museums Schleswig ergänzt. Der offizielle Name lautet seitdem Freilichtmuseum Molfsee – Landesmuseum für Volkskunde.  Am 26. März 2021 wurde das Jahr100Haus genannte neue Eingangs- und Ausstellungsgebäude eingeweiht, in dem die Dauerausstellung Land. Leute. Leben – im 20. Jahrhundert in Schleswig-Holstein zu sehen ist. Darunter befinden sich auch Exponate aus dem 2014 geschlossenen Museum auf dem Schleswiger Hesterberg.

## Gezeigte Gebäude
Die Gebäude sind im Areal nach ihrer Herkunft gegliedert verteilt, wobei Angeln und die Probstei mit den meisten Gebäuden vertreten sind. In einigen Gebäuden werden Dauerausstellungen zu verschiedenen Aspekten des Landlebens in den vergangenen Jahrhunderten gezeigt.

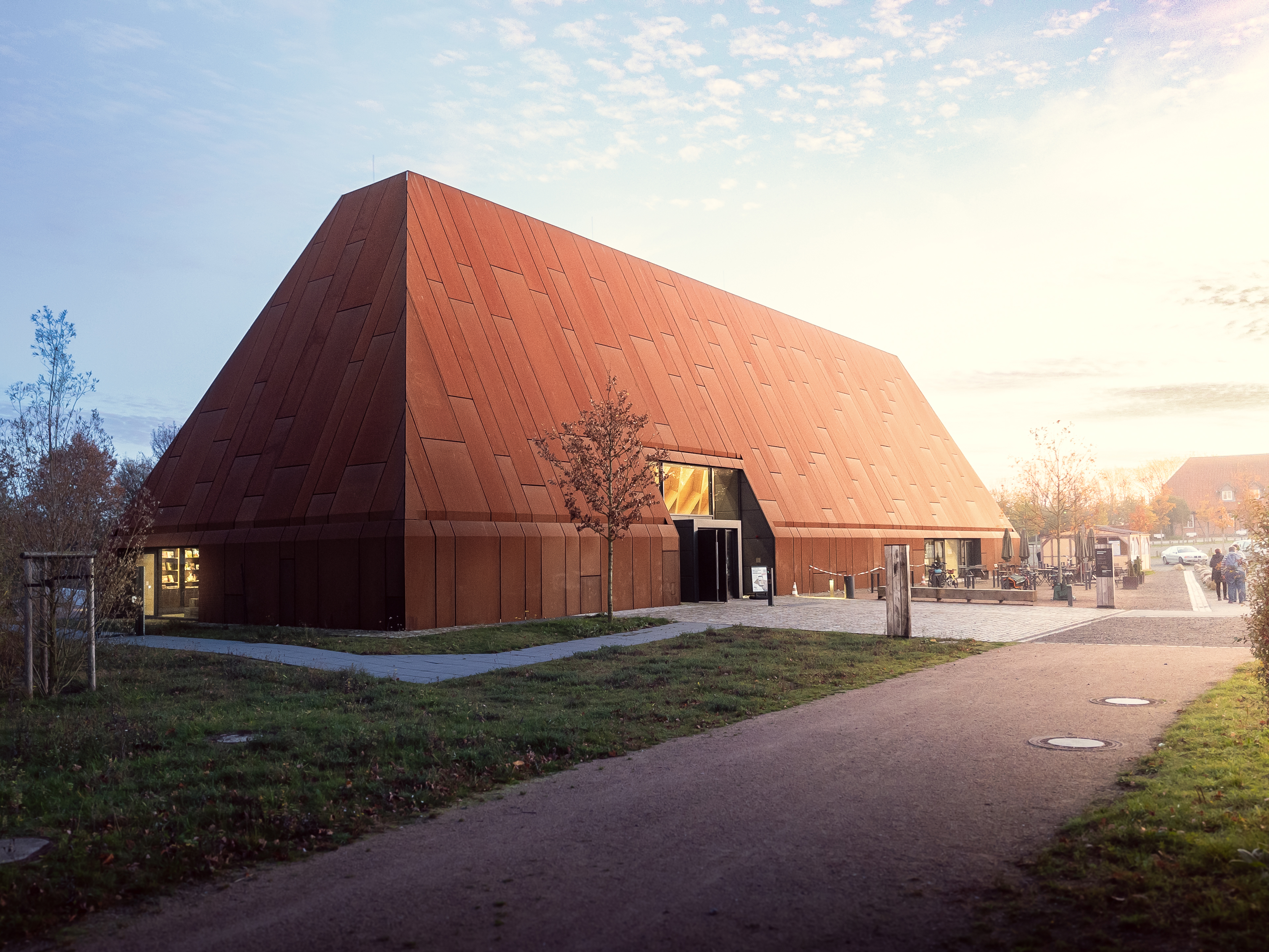
Das 2018 erbaute Jahr100Haus dient unter anderem als Eingang zum Freilichtmuseum.

Das älteste Haus ist das 1569 errichtete Pfarrhaus von Grube. Einzelne weitere Gebäude entstanden zumindest in Grundzüge im 17. Jahrhundert. Der Großteil der Häuser stammt aber aus dem 18. und 19. Jahrhundert. Das jüngste Gebäude ist die Meierei aus Voldewraa, in der in der Form von 1914 Käse hergestellt wird.
Neben gewaltigen, von großem Wohlstand zeugenden Bauwerken wie dem Haubarg aus Witzwort und mehreren Hofanlagen finden sich ärmliche Katen wie die Gothmunder Fischerhäuser und die Schusterkate aus Alt Duvenstedt. Außer verschiedenen Bauernhöfen werden diverse Speicher, Scheunen und Arbeitsgebäude wie eine Schmiede aus Deutsch-Nienhof und eine Reeperbahn gezeigt.

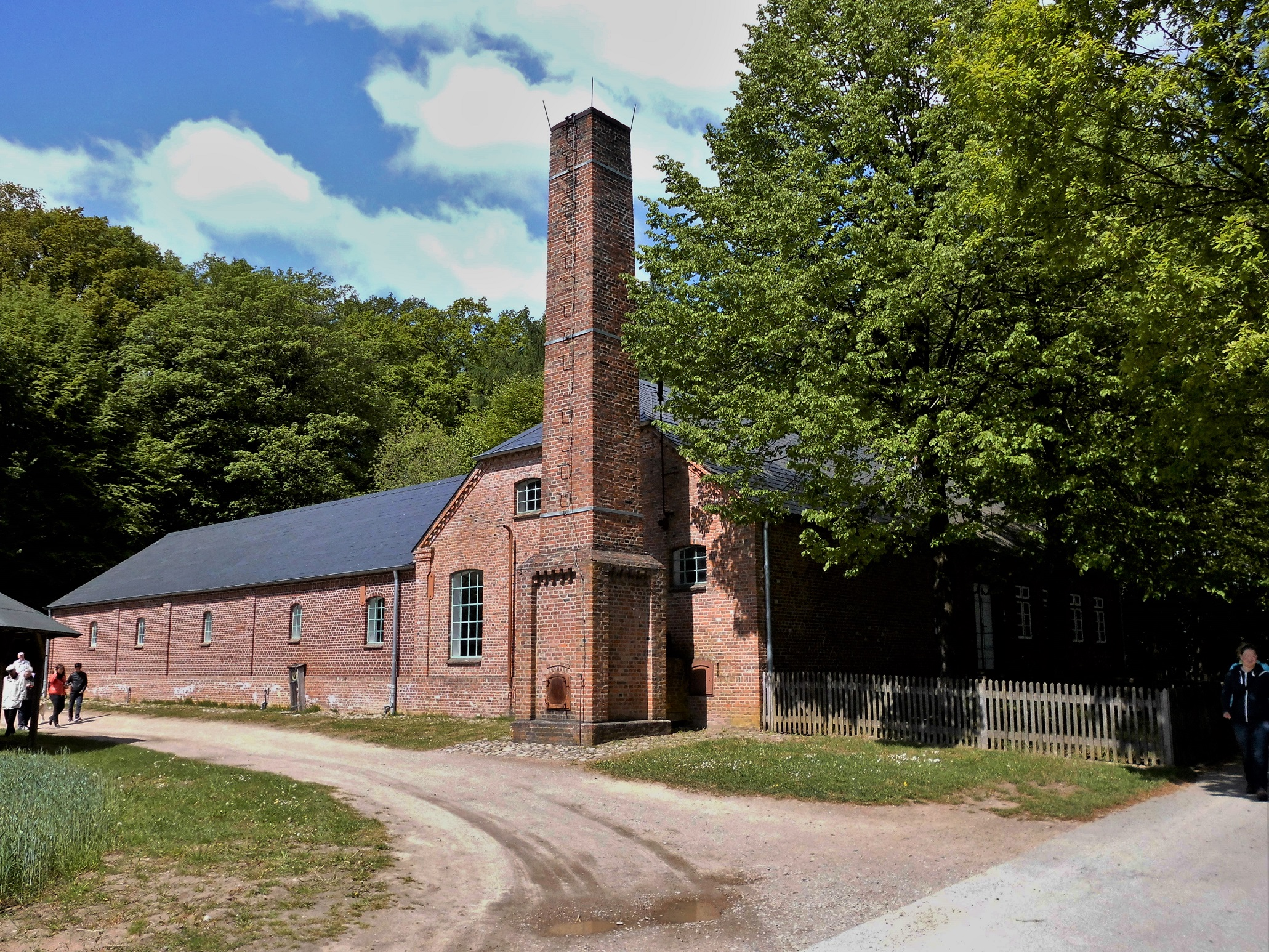
Meierei
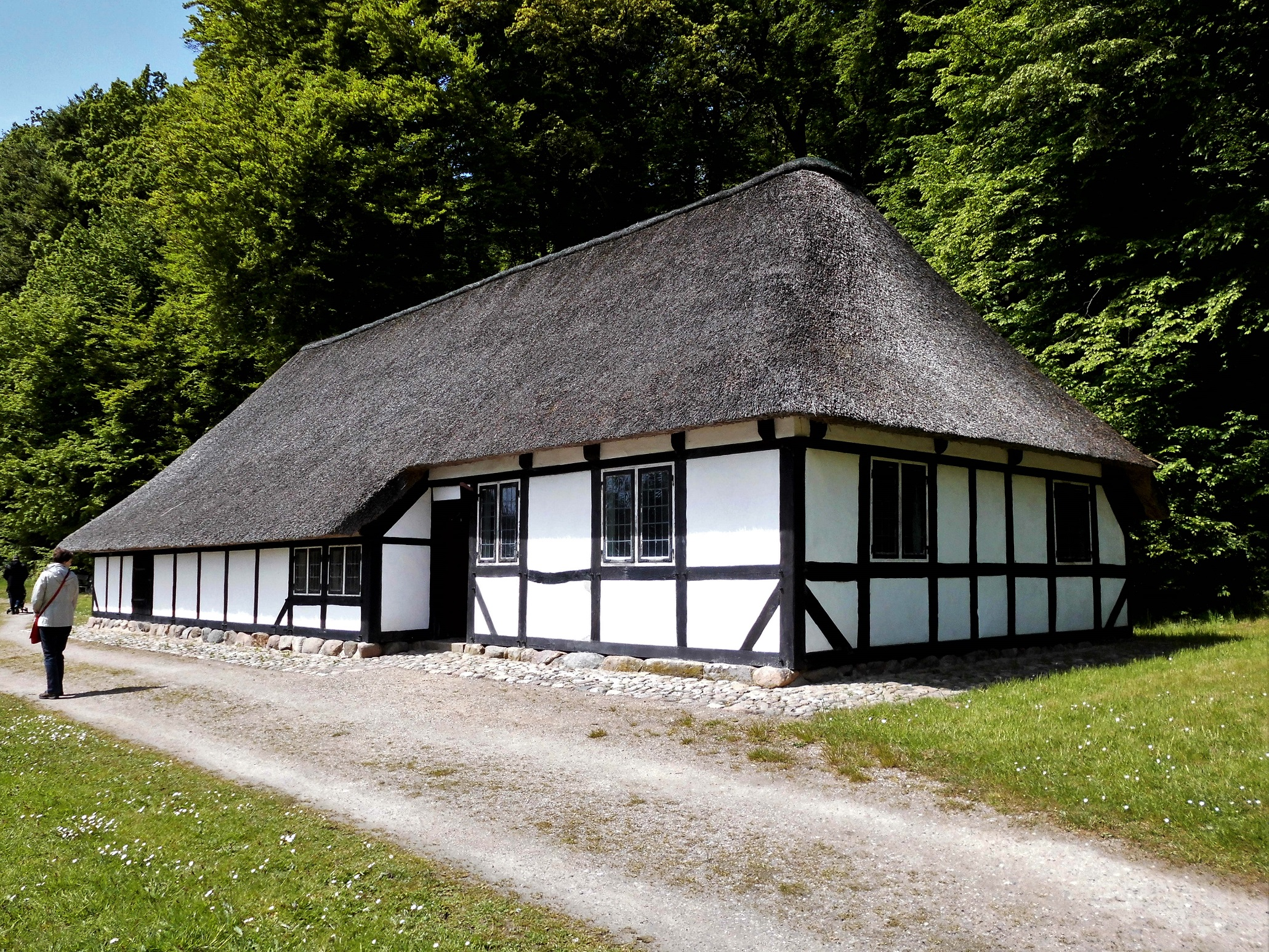
Schusterkate
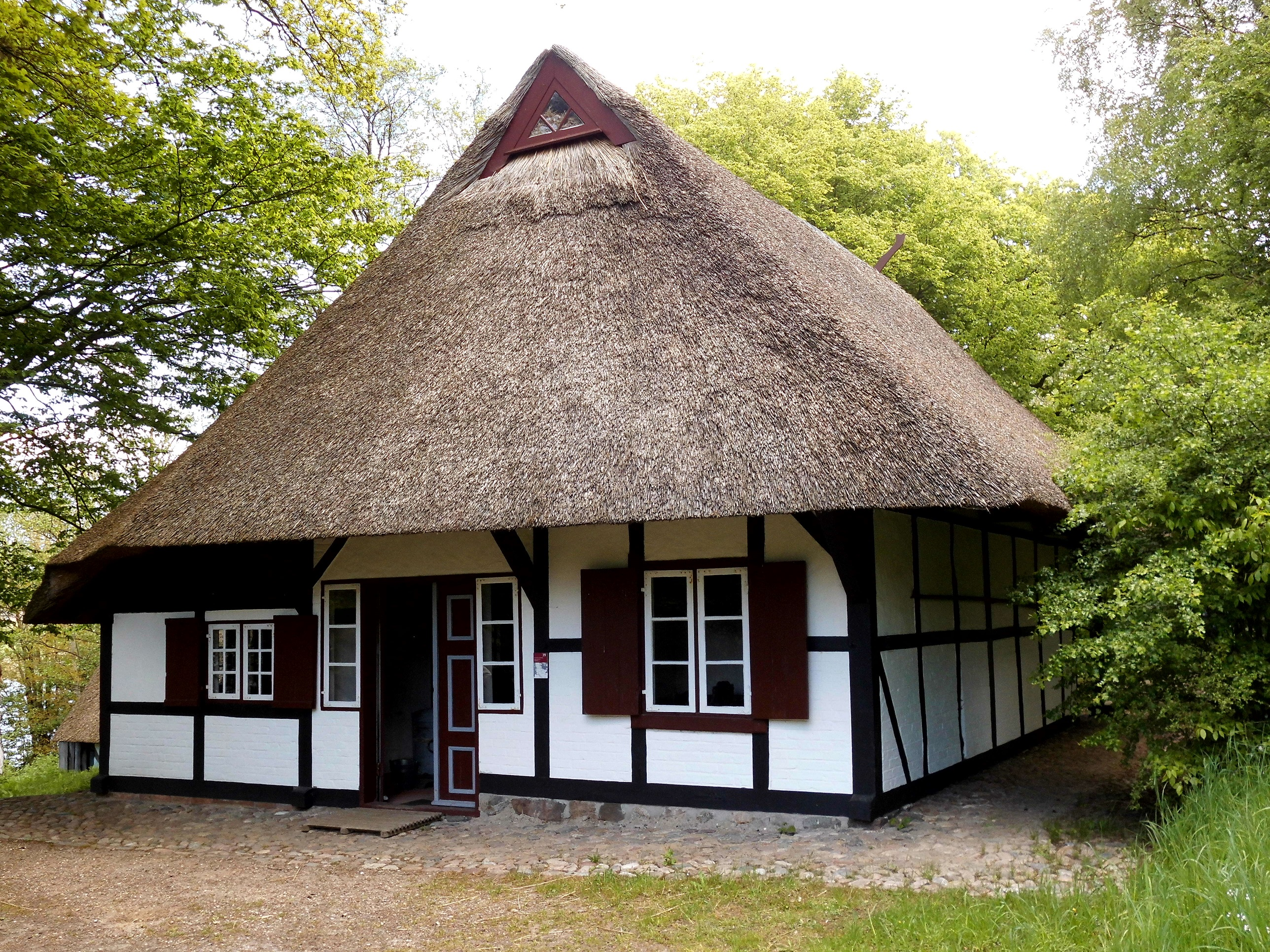
Gothmunder Fischerhaus
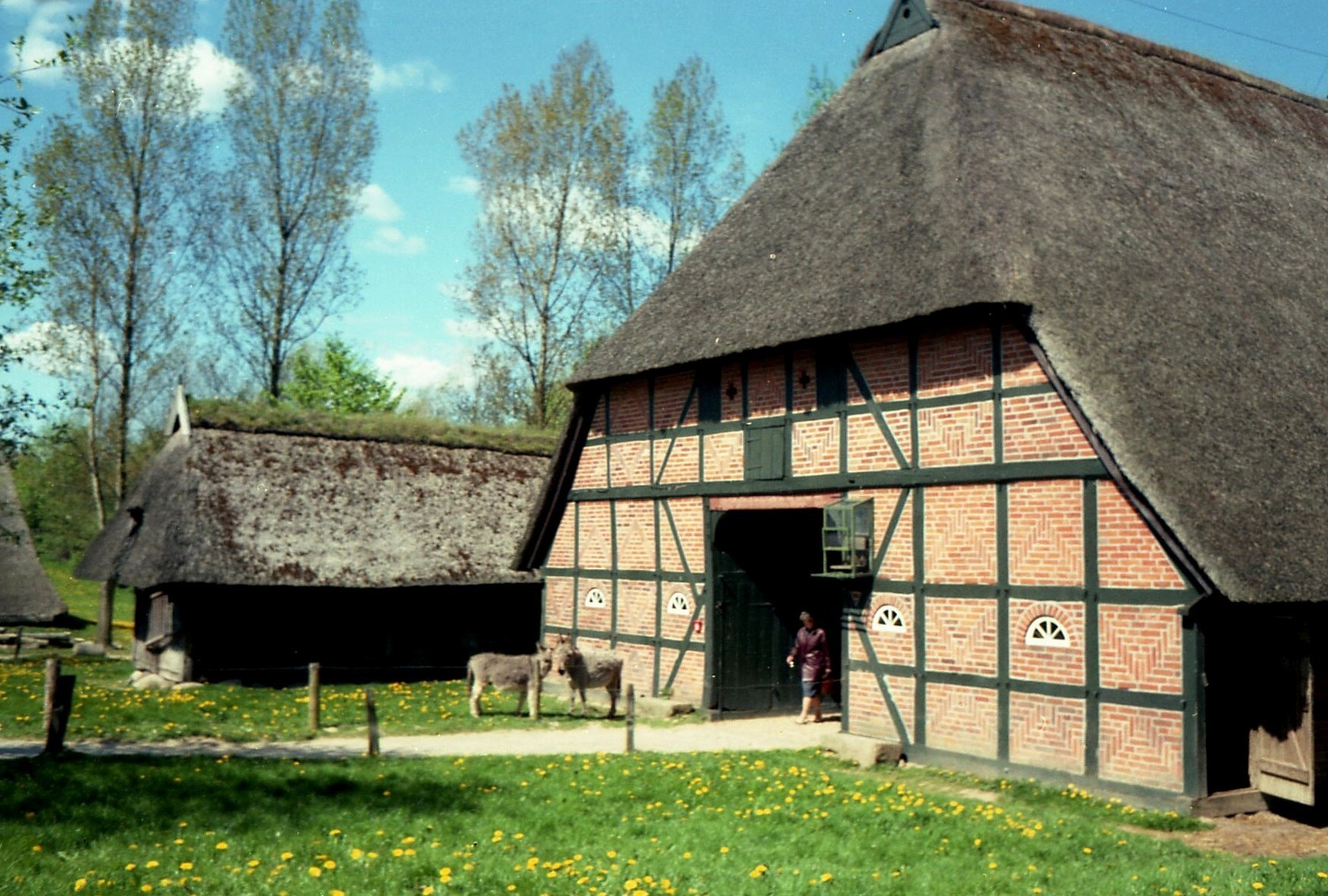
Bauernhof aus der Probstei, dahinter der Bohlspeicher
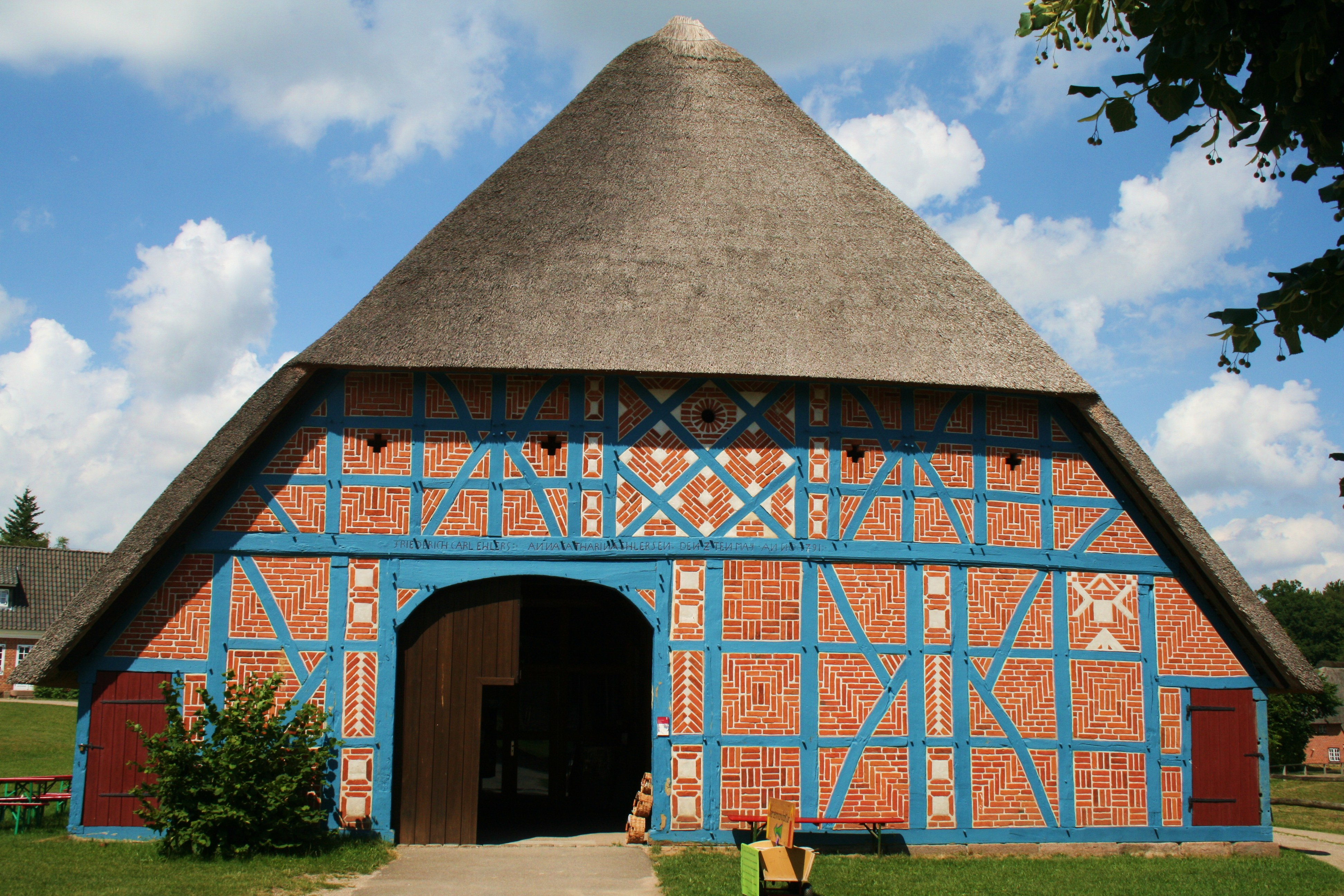
Scheune aus Ratekau-Wilmsdorf
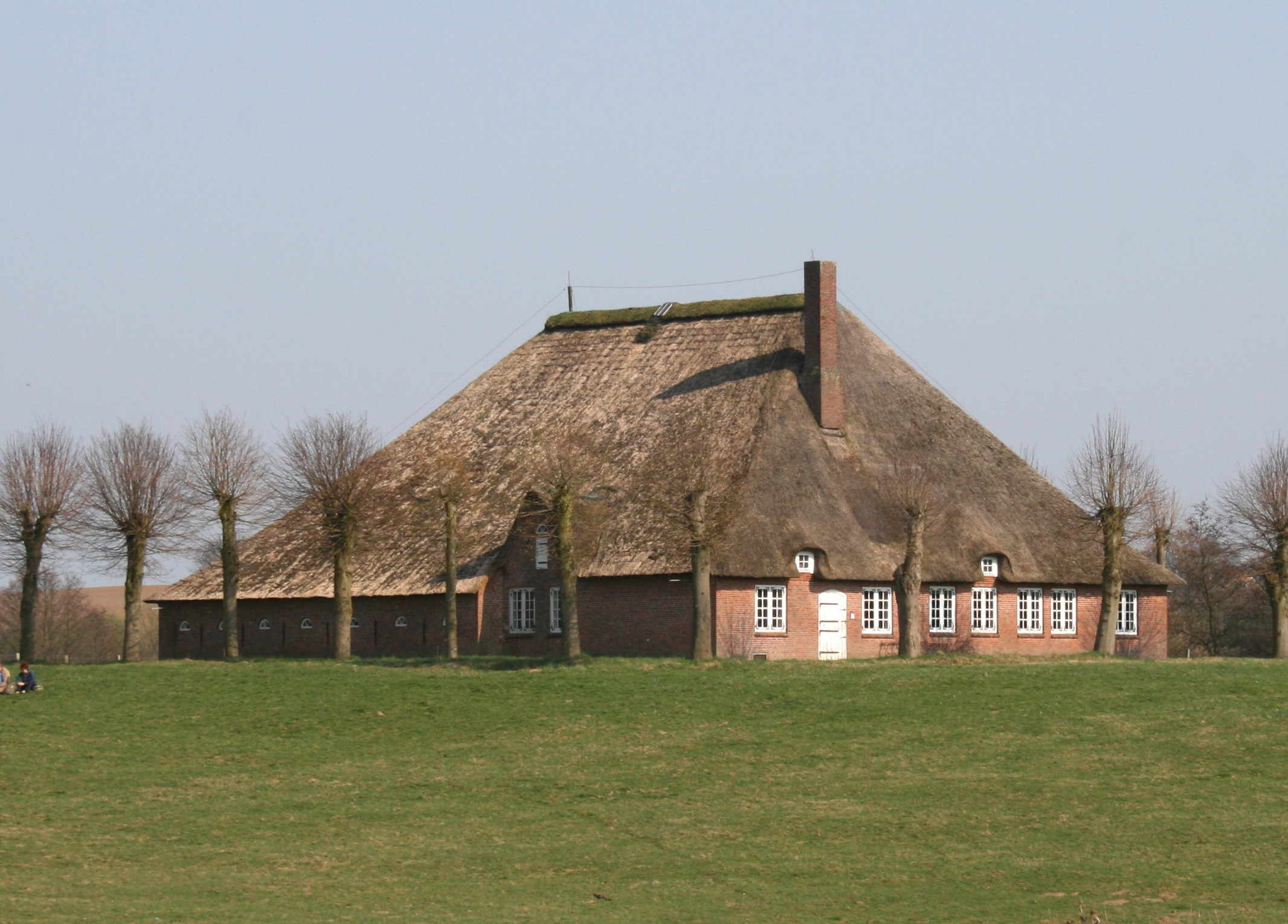
Haubarg

### Pfarrhaus Grube
Das älteste Haus ist das Pfarrhaus von St. Jürgen aus Grube, das nach der niederdeutschen Aufschrift auf dem Türsturz 1569 als Wohnung des dortigen Pastors Jeremias Stricker eingerichtet wurde. Sein Nachfolger war sein Bruder Johannes Stricker. Es ist damit das älteste datierte Bauernhaus aus Schleswig-Holstein. Da das Haus bereits seit 1646 nicht mehr als Wohnhaus genutzt wurde, ist die ursprüngliche Einrichtung verloren. Die Tafelmalereien in der südlichen Stube, die biblische Szenen, u. a. aus dem apokryphen Buch Tobit, und emblematische Darstellungen zeigen, wurden aus dem im 17. Jahrhundert erbauten und 1969 abgerissenen Haus Mühlenstraße 6 in Preetz übernommen.

### Torhaus
Das Torhaus war 1770 von dem Hofbaumeister Georg Greggenhofer für das Gut Deutsch-Nienhof am Westensee entworfen wurden. Die Pläne für den spätbarocken Backsteinbau wurden jedoch erst 200 Jahre später im Museum realisiert. Das Torhaus wurde 2015 renoviert und erhielt dabei Gauben im Dach. Es diente vor der Fertigstellung des neuen Eingangsbereichs im Jahr100Haus 2021 als Eingang und beherbergt seitdem nur noch Verwaltungsräume.

### Mühlen
Das Museum besitzt eine Bockwindmühle von 1766 aus Algermissen in Niedersachsen, eine Wassermühle von 1778 aus Rurup in Angeln, eine Holländerwindmühle (Kappendreher) mit Jalousieklappenflügel von 1869 aus Hollingstedt, eine Spinnkopfmühle aus Fockendorf (um 1850) und mehrere Windräder.

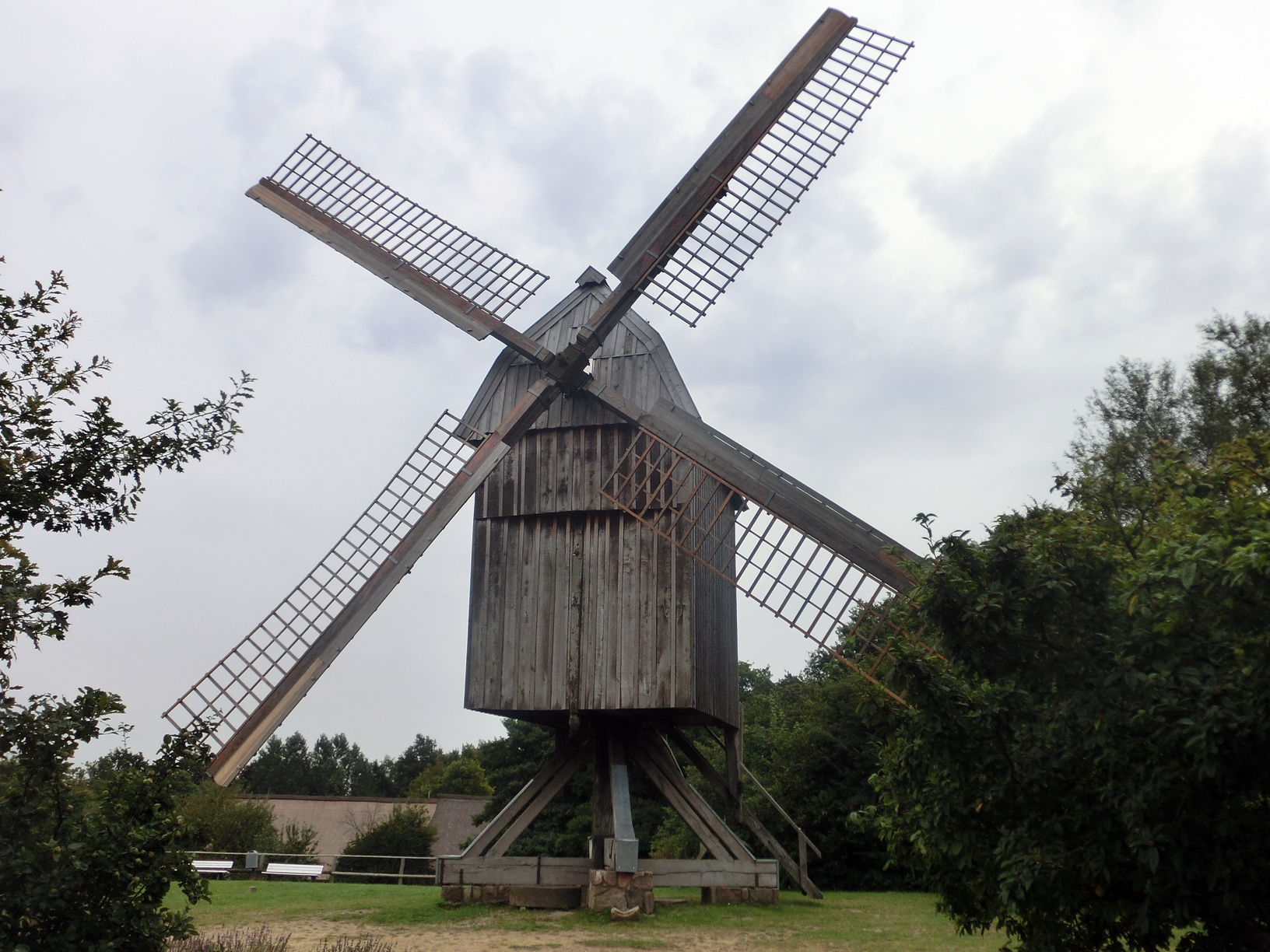
Aus Algermissen stammende Bockwindmühle
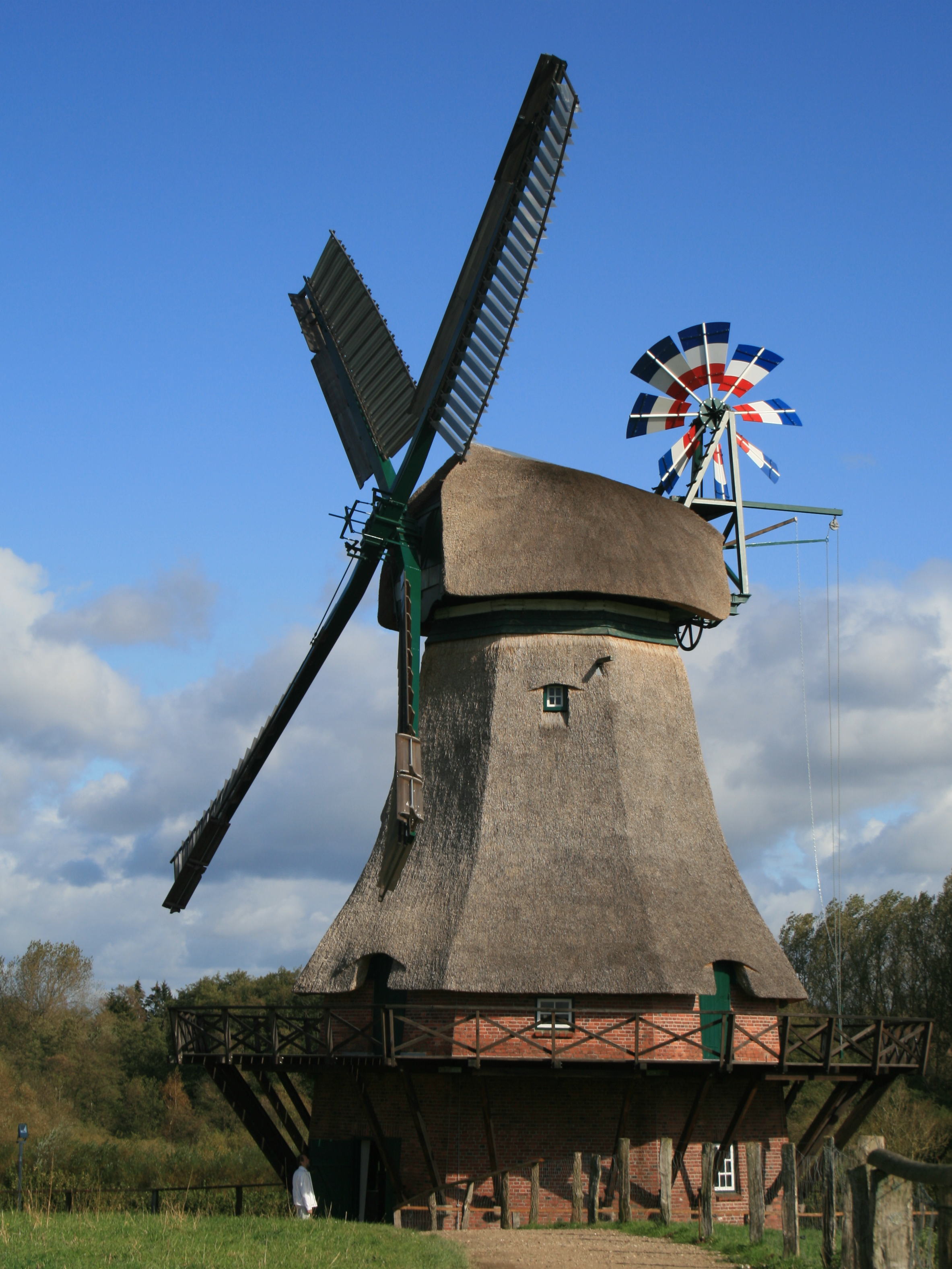
Ehemalige Hollingstedter Holländerwindmühle
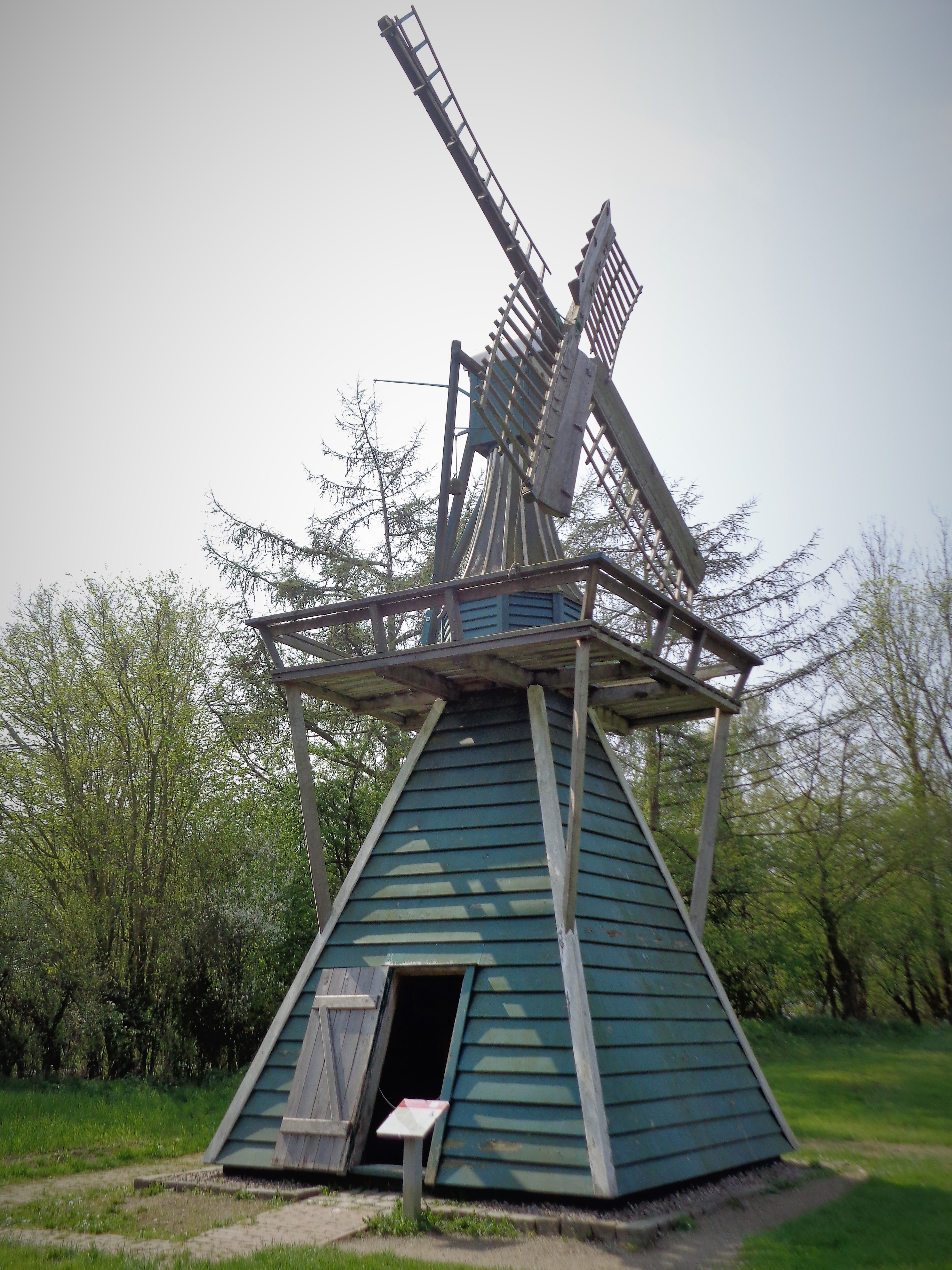
Spinnkopfmühle
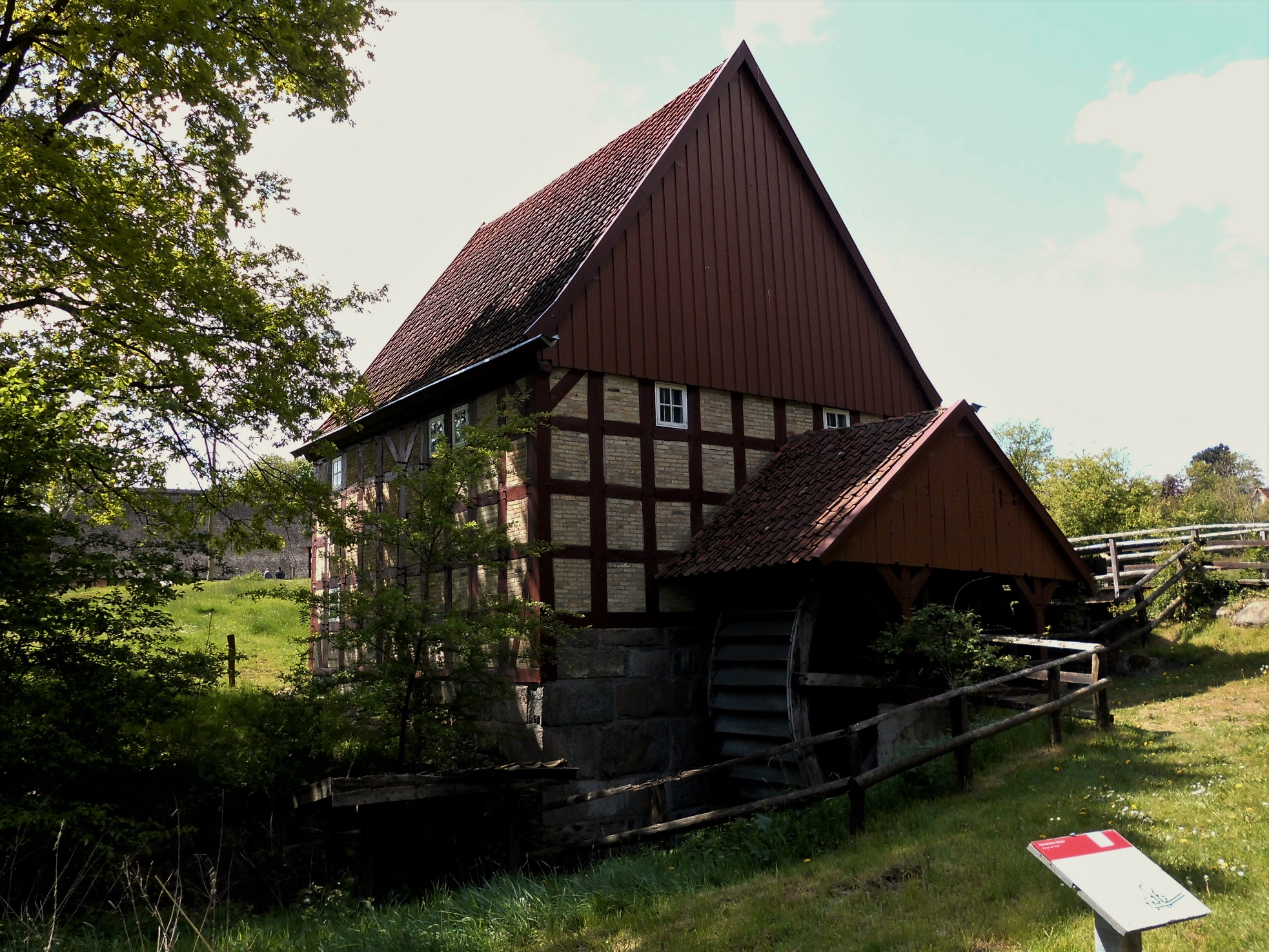
Ruruper Wassermühle

### Bordesholmer Hofanlage
Zu der Hofanlage aus Bordesholm gehören neben dem Haupthaus, einem Hallenhaus aus Großharrie und dessen Backhaus und Schweinestall u. a. ein Abnahmehaus – ein Haus, in dem der Altbauer lebte, nachdem er den Hof an seinen Nachfolger abgegeben hatte – aus Negenharrie.
Hinter der Bordesholmer Hofanlage befindet sich neben der Bockwindmühle ein Abnahmehaus aus Elsdorf-Westermühlen, das zuletzt von einer Tante des Dichters Theodor Storm bewohnt war und auch in einer seiner Novellen beschrieben ist.

### Probsteier Hofanlage
Aus der Probstei stammt das Barsbeker Fachhallenhaus mit großer Deel und einer sogenannten Dunkelstube hinter dem Herd. Auch das Abnahmehaus aus Krummbek besitzt eine Dunkelstube hinter einem Schwibbogenherd, durch dessen Löcher der Rauch in die Deel entweichen konnte, um die an der Decke hängenden Fleischvorräte und das Getreide auf dem Dachboden zu räuchern. Neben den Häusern befindet sich ein auf einem Feldsteinlager errichteter Bohlspeicher von 1629, der ursprünglich in Brodersdorf stand. Ähnlich den Speichern in skandinavischen Hofanlagen besteht er aus drei Räumen, in denen das gedroschene Korn, geräuchertes Fleisch, aber auch Kleidung getrennt voneinander aufbewahrt wurden. Auch die Nurdach-Scheune mit Durchfahrt stammt aus der Probstei.

### Süddithmarscher Hofanlage
Die Süddithmarscher Hallenhäuser haben als Besonderheit eine Trennwand zwischen Wohnbereich und Stall. Zu der Anlage gehört neben einem Hof aus Lehe von 1781 das größte Gebäude des Museums, die Winkelscheune mit einer Grundfläche von 1000 m2 und einer doppelt so großen Dachfläche sowie der dazugehörige Kornspeicher aus massiven Backsteinmauern, beide aus Osterbelmhusen.
Daneben befinden sich zwei Barghäuser aus der Wilstermarsch, bei denen ähnlich wie beim Eiderstädter Haubarg die Ernte im bis zu 20 Meter hohen Vierkant gelagert wird, um den Wohnräume und Ställe angeordnet sind.

### Baugruppe Nordfriesland

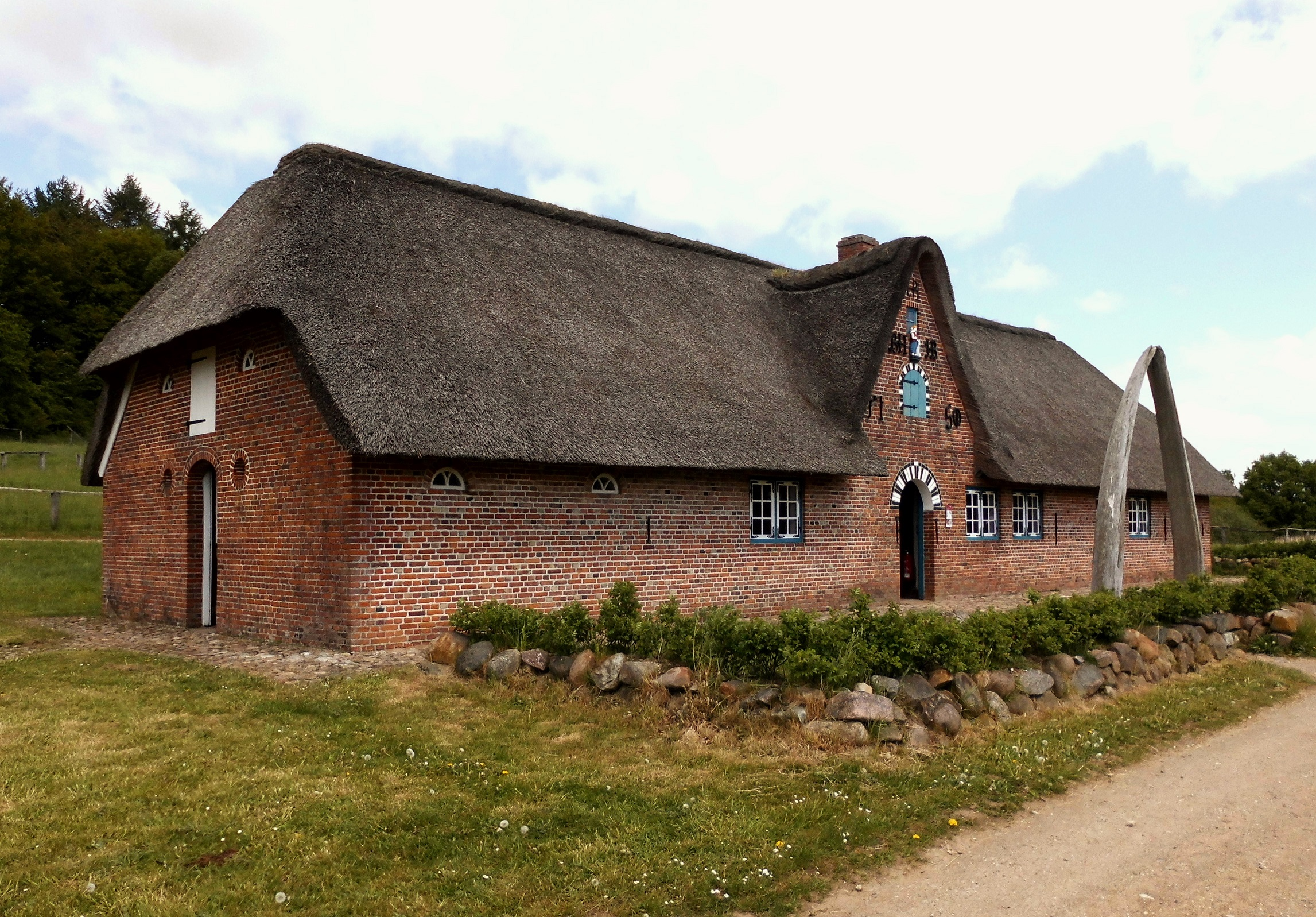
Haus des Sylter Kapitäns Lorens de Hahn mit davor aufgestellten Kieferknochen eines Wales

Außer zwei uthlandfriesischen Häusern aus Klockries und von Sylt, dem sogenannten Walfängerhaus, einem Geesthardenhaus von Borsbüll sowie dem Carolinenhof, einem Vierseithof aus dem Neuen Christian-Albrechts-Koog, in dem sich auch eine einklassige Dorfschule befindet, gehören zu dieser Gruppe das Drelsdorfer Armenhaus sowie ein Hallighaus von Langeneß.

#### Drelsdorfer Armenhaus
Zur Darstellung des Themas der Armenversorgung und -unterbringung innerhalb der Kultur- und Landesgeschichte Norddeutschlands wurde am 7. Juli 2003 ein Armenhaus nachgebaut, das ursprünglich in der Gemeinde Drelsdorf gestanden hatte. Damit komplettiert es dort die Baugruppe Nordfriesland. Das Gebäude war zunächst Bauernstelle, ist kurz vor 1800 in das Eigentum der Kirchspielgemeinde übergegangen und dann zum Armenhaus geworden. Ende des 19. Jahrhunderts brannte das Armenhaus dann nieder.
Verschiedenen Volkszählungen zufolge bewohnten dieses kleine Haus in einer Gesamtgröße von knapp 80 Quadratmetern mit mehr als zehn Zimmern insgesamt zehn, zwölf und 19 Personen. Die Drelsdorfer Dorfchronik berichtet sogar von bis zu 45 Menschen, die dort untergebracht waren. Die Räume des Armenhauses waren nur fast zwei Meter hoch und der Boden bestand aus Lehm, das Mobiliar beschränkte sich auf einige Stühle, Wandbetten und Wasserkessel, dazu gab es noch Gesang- und Gebetbücher. Weniger als zwei Quadratmeter pro Person standen den Menschen in den ungünstigsten Zeiten zur Verfügung. Weil Türen fehlten, mussten die Räume mit Hilfe von Kreidestrichen unter den Familien aufgeteilt werden.

#### Delfter Fliesen
Als Schmuck und auch als Schutz gegen die Feuchtigkeit wurden der Pesel oder auch der Herd mit Delfter Fliesen versehen. Auf den meist blau-weißen Fliesen finden sich oft Darstellungen von biblischen Geschichten (die sogenannten Bibelfliesen).

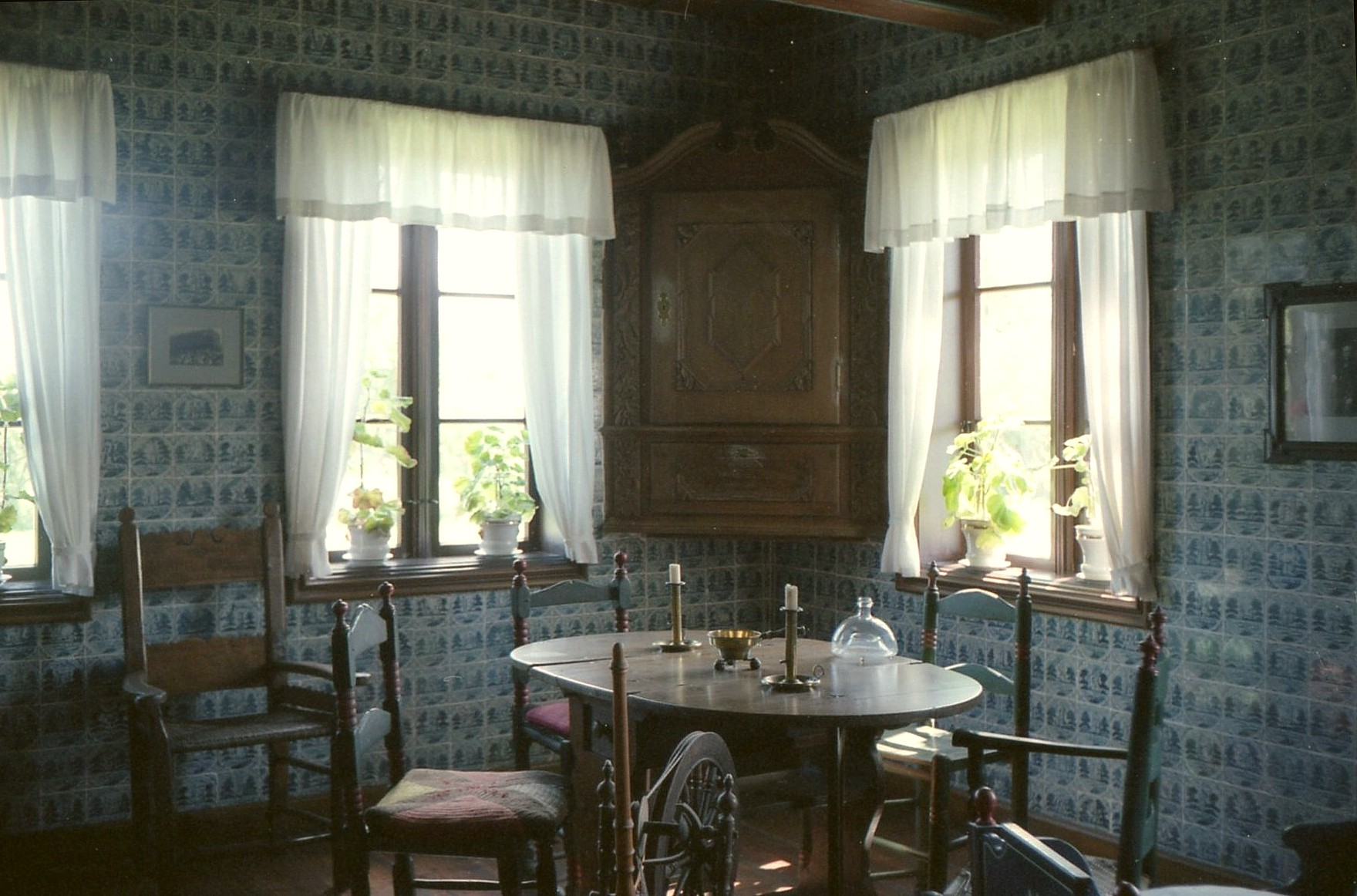
Einrichtung mit Delfter Fliesen im Elbmarschenhaus
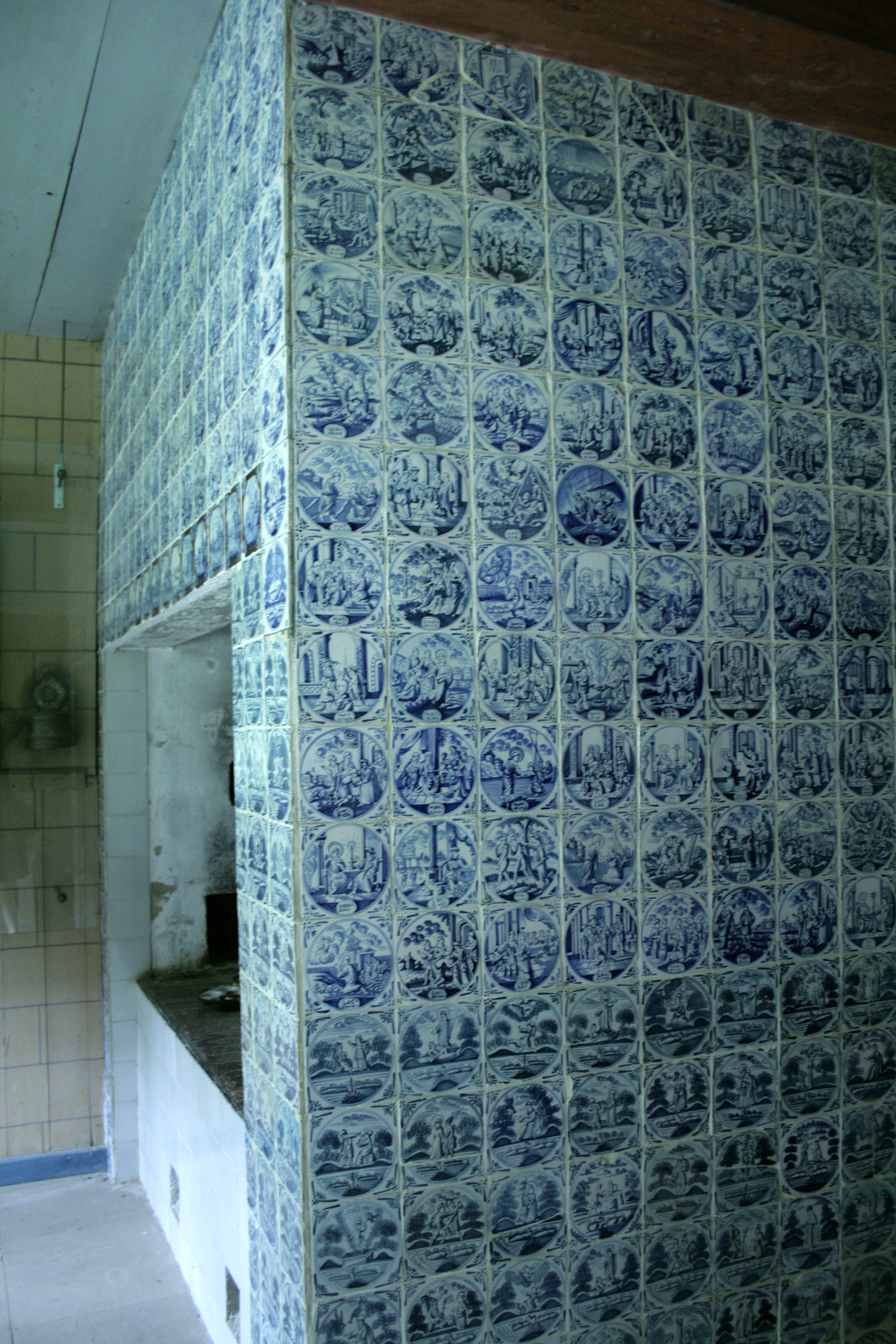
Mit Bibelfliesen verkleideter Herd im Barghaus

### Baugruppe Angeln

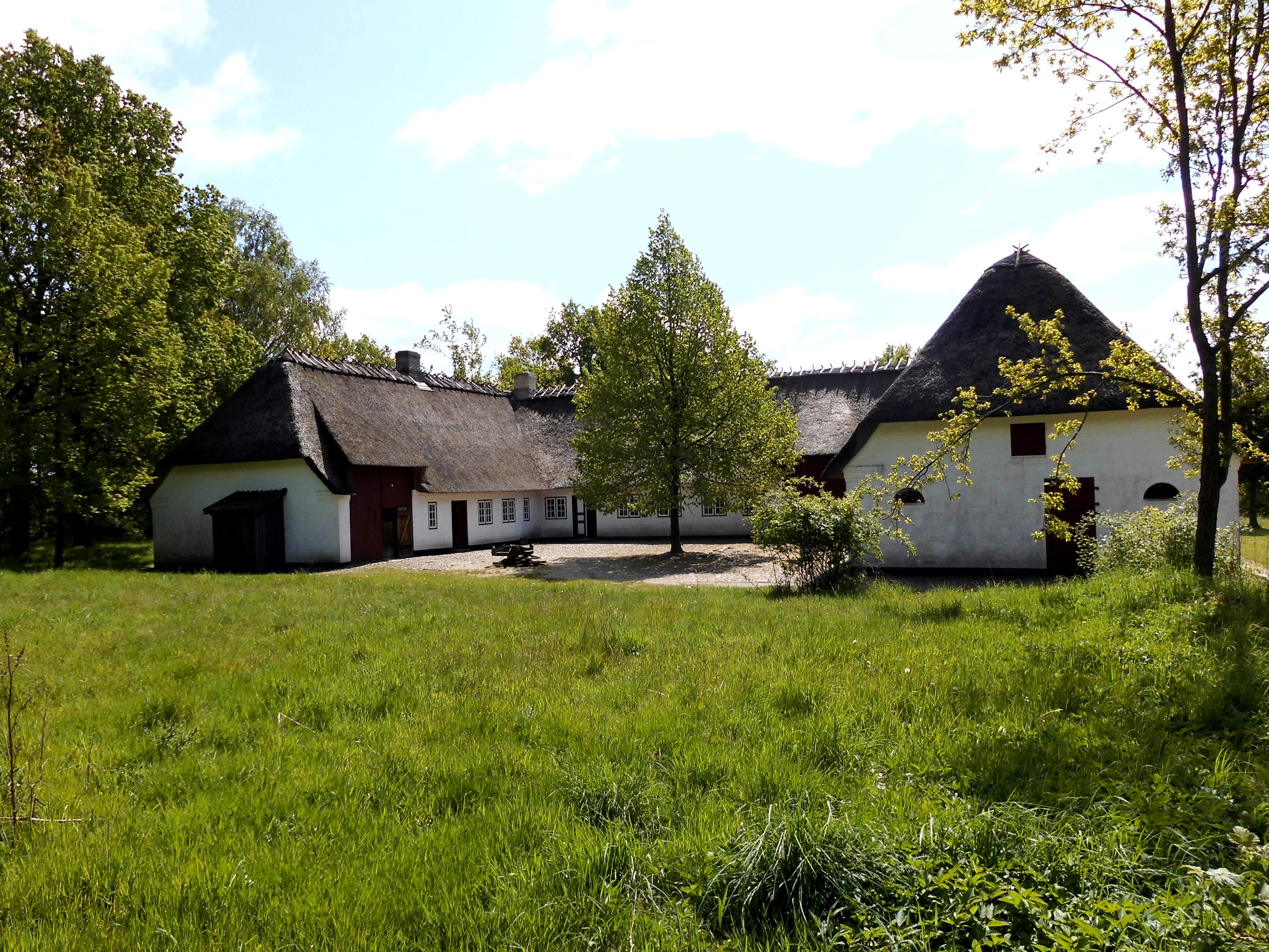
Dreiseithof

Aus Quars stammt der 1808 erbaute Dreiseithof, das Wohnhaus des Küsters, der zugleich Lehrer der sich ebenfalls im Haus befindlichen zweiklassigen Dorfschule war. Zusätzlich enthält der Hof eine weitere Wohnung, vermutlich für einen zweiten Lehrer, und einen Stall, da der Küster zusätzlich zu seinen sonstigen Aufgaben Landwirtschaft betrieb.

### Historische Apotheke
Im Freilichtmuseum ist die aus dem Jahr 1843 stammende Offizin der „Königlich Privilegierten Apotheke“ aus Lunden an der Nordsee ausgestellt, die Einblicke in das Apothekerleben längst vergangener Zeiten gewährt. Die Biedermeier-Apothekerschränke aus Mahagoni sind mit Intarsienarbeiten reich verziert. Untergebracht ist die Offizin in einem schiefergedeckten Fachwerkhaus, dem Nachbau der um 1840 im schleswig-holsteinischen Klosterdorf Cismar errichteten historischen Apotheke. Im oberen Stockwerk der Apotheke befindet sich eine Ausstellung zur Geschichte der Pharmazie. Neben der Apotheke ist ein Kräutergarten mit Heilpflanzen angelegt.

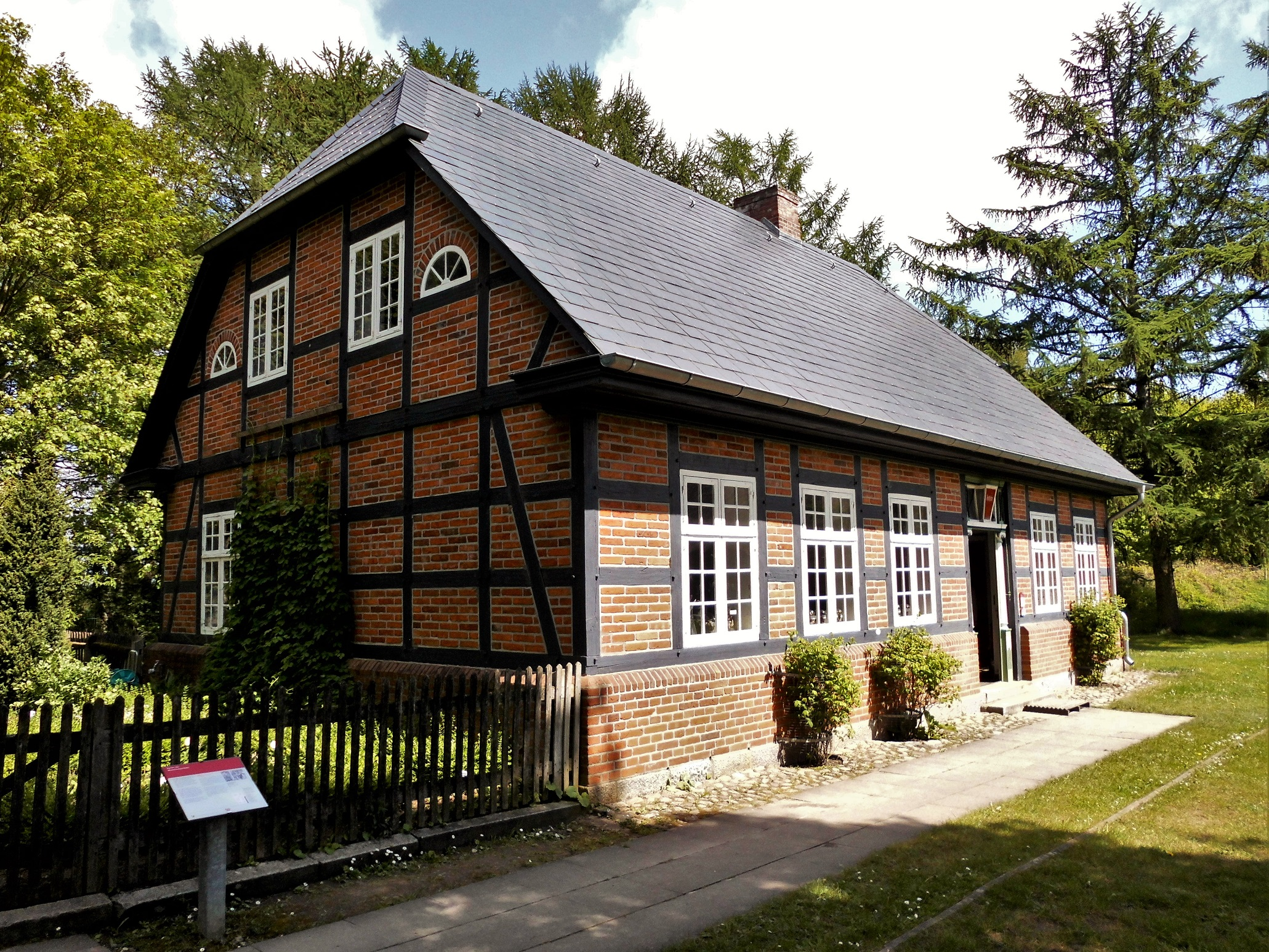
Apotheke
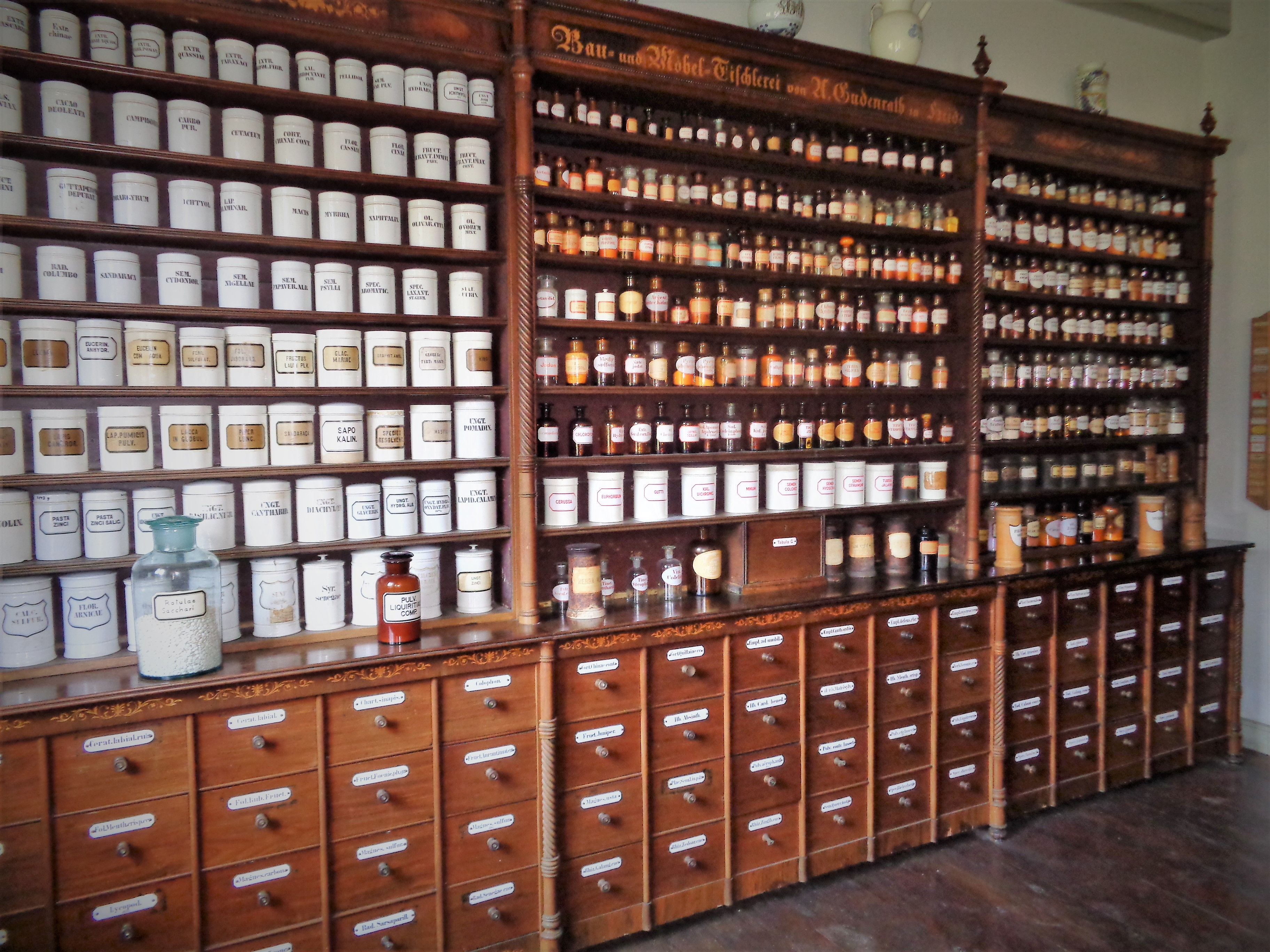
Apothekerschrank

### Außerhalb des Museums
Außerhalb des Museums befindet sich der nach seinem Erbauer benannte Drathenhof, ein als Gaststätte genutztes Hallenhaus aus der Kollmarer Marsch. Die Einrichtung stammt aus anderen Häusern, da kein Originalinventar erhalten geblieben war.

## Weitere Attraktionen

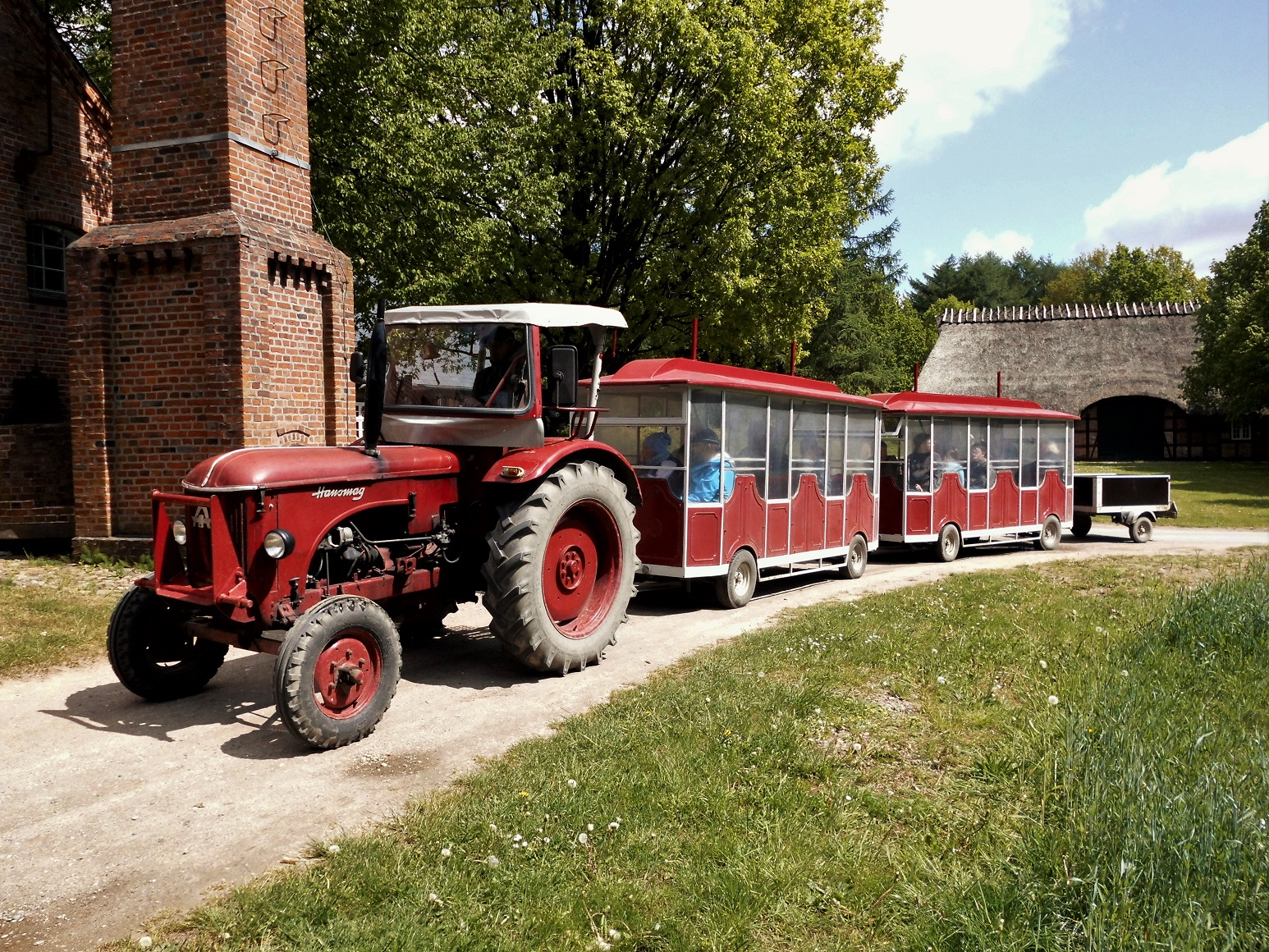
Die Wegebahn

Auf dem Gelände pendelt eine „Museumsbahn“, die einige Haltestellen bedient. Es handelt sich dabei jedoch nicht um eine Bahn auf Schienen (wie in den Freilichtmuseen Arnhem, Beamish, Hjerl Hede, Salzburg, Alt Schwerin etc.), sondern um eine Wegebahn (Dotto-Train) mit zwei Wagen, bei der das ursprüngliche Schleppfahrzeug in Form einer kleinen Lokomotive durch einen Traktor ersetzt wurde. Außerdem ist ein kleiner Wagen für den Transport von Kinderwagen o. ä. angehängt. Die ursprüngliche „Lokomotive“ steht jetzt als Kinderspielgerät beim Jahrmarkt.
Außerdem ist eine etwa 350 Meter lange Feldbahn der Spurweite 600 mm vorhanden. Im zugehörigen Lokschuppen sind eine Gmeinder-Diesellokomotive und ein für Personentransport geeigneter Wagen untergestellt, im Freigelände sind zwei Kipploren aufgestellt.
Handwerker (Schmied, Bäcker, Korbmacher, Drechsler, Töpferinnen und Weberinnen) gehen an unterschiedlichen Tagen ihrem Beruf in der historischen Stätte nach und verkaufen hier ihre Produkte. In der Meierei wird regelmäßig die Käseherstellung vorgeführt. Nach der heutigen Lebensmittelhygiene-Verordnung darf dieser Käse jedoch nicht mehr gegessen werden. Es werden stattdessen in einem separaten Raum frische Molkereiprodukte aus der Region zum Kauf angeboten. An einzelnen Tagen ist die Holländerwindmühle in Betrieb; dort finden auch Führungen zur Geschichte und Technik der Windmüllerei statt.
Einzelausstellungen zeigen landwirtschaftliche Geräte, Spielzeug, Meiereimaschinen sowie Dokumentationen zu verschiedenen Aspekten des Landlebens vom Armenwesen über den Mühlenbetrieb bis hin zu Versicherung und Walfang.
Zusätzlich werden jährlich Sonderausstellungen gezeigt.
Weiterhin gibt es einen „historischen Jahrmarkt“ mit zwei Karussells, einer Schiffsschaukel und einem „Hau den Lukas“ sowie einen Spielplatz.

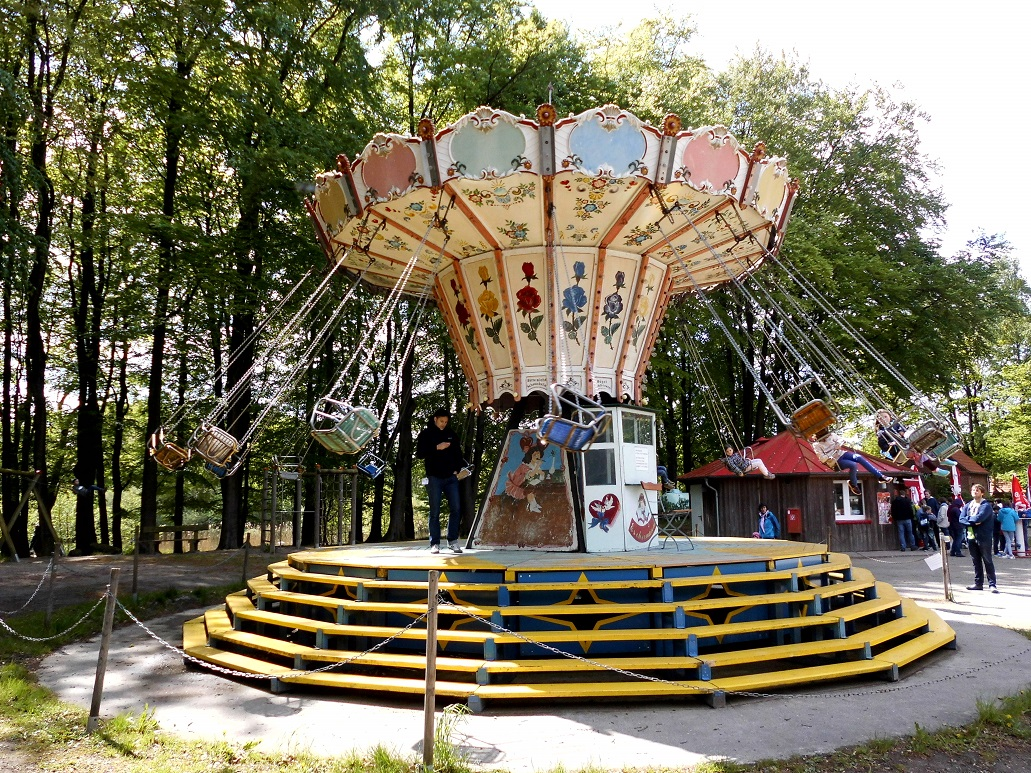
Karussell
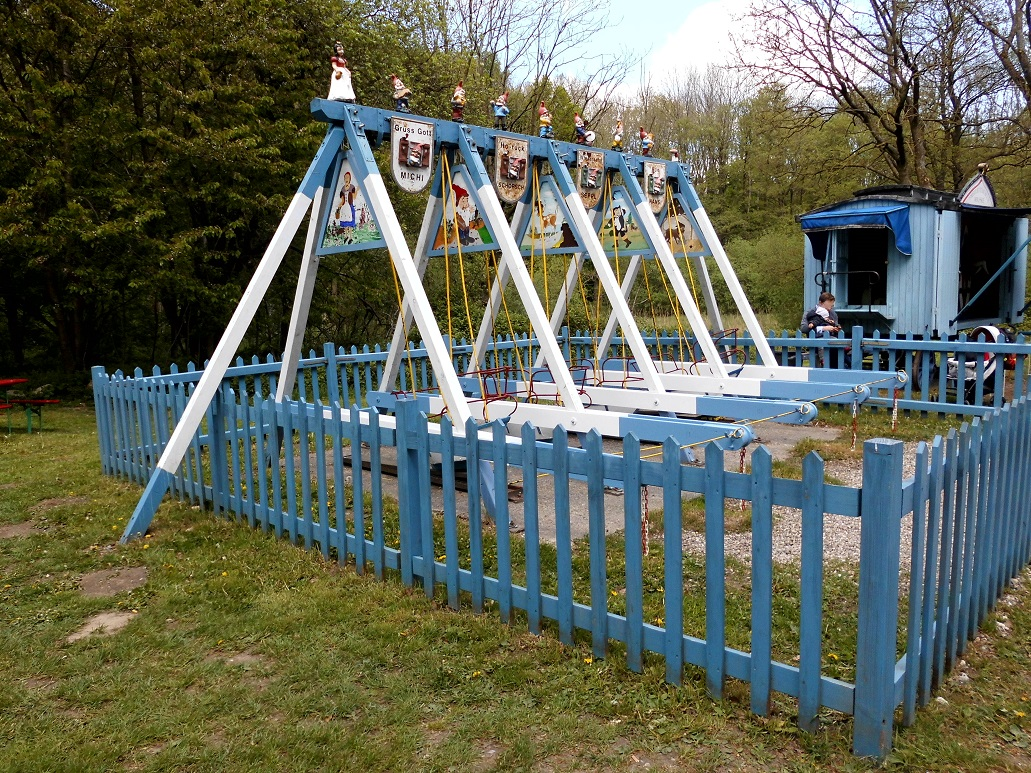
Schiffsschaukel

Die jährlich stattfindenden großen Märkte, darunter der Herbst-, Gärtner- und Bauernmarkt, haben eine lange Tradition und sind stark frequentiert.
Das Museum nimmt regelmäßig am Deutschen Mühlentag teil.

## Gastronomie
In Räucherkate und Bäckerei kann man sich mit frischem Proviant ausrüsten. In der Meierei bietet eine Konditorin Torten und Milchprodukte wie frisch gekochten Milchreis und andere Kleinigkeiten an, die man im Garten hinter dem Haupthaus verzehren kann. Außerdem gibt es einen Kiosk beim Jahrmarkt und ein Café im Eingangsbereich, das auch ohne Eintrittskarte besucht werden kann.

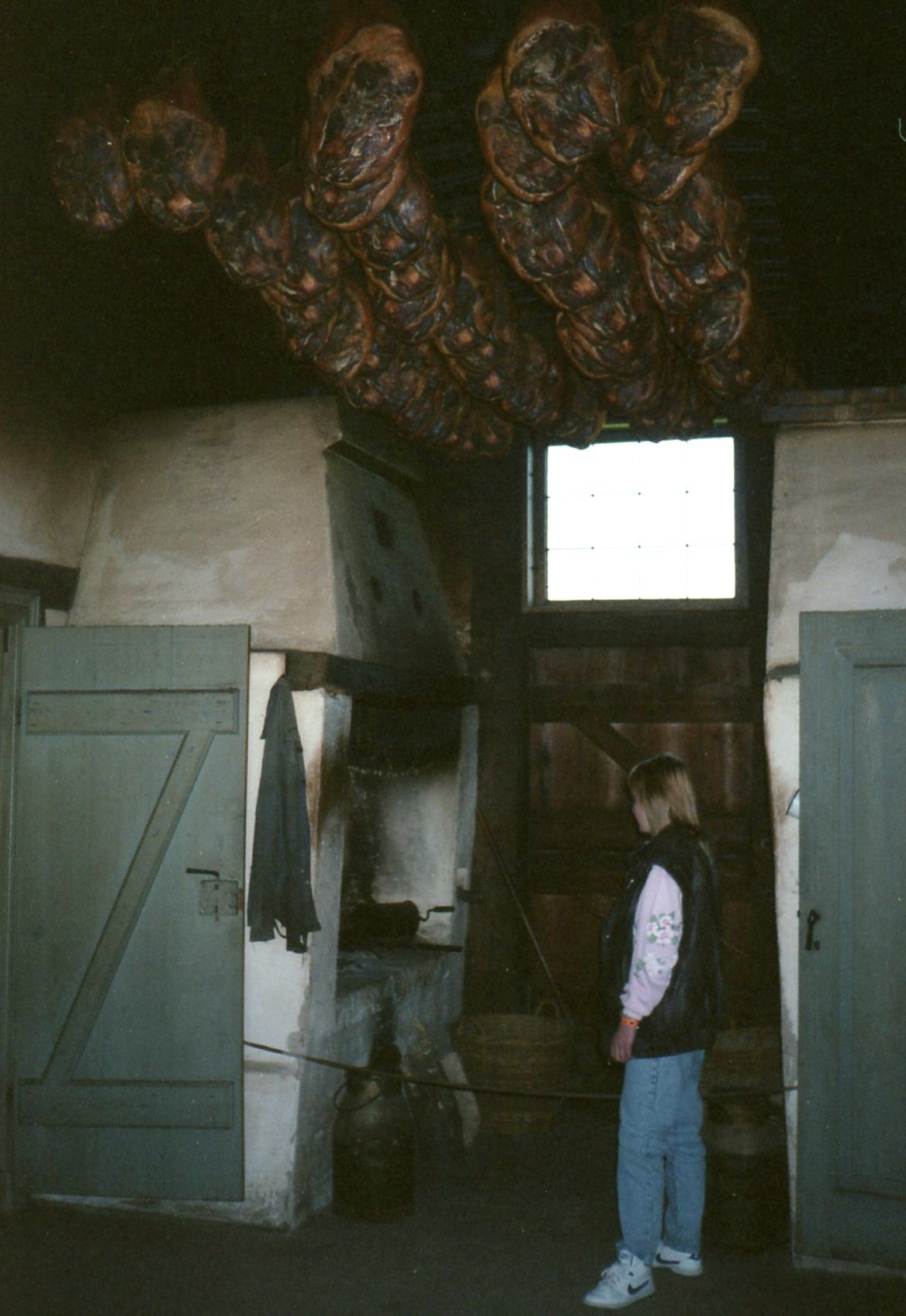
Aufbewahrung geräucherter Schinken unter der Decke
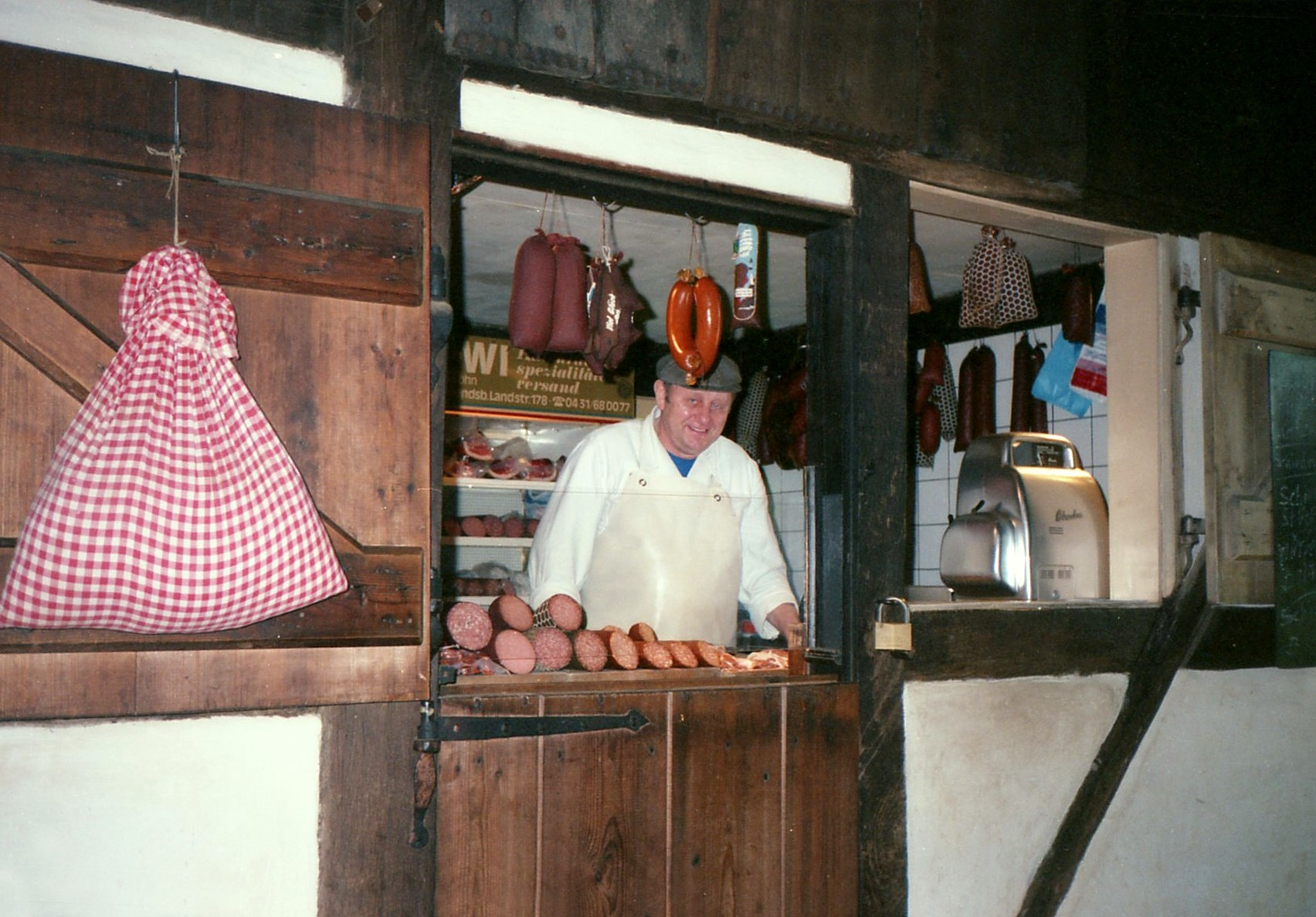
Verkauf von Wurst und Katenrauchschinken

Außerhalb des Museums kann man im Restaurant im Drathenhof speisen.